# پائول بوستاف
پائول بوستاف (انگلیسی: Paul Bostaph؛ زادهٔ ۴ مارس ۱۹۶۴) طبل‌زن اهل ایالات متحده آمریکا است. وی از سال ۱۹۸۴ میلادی تاکنون مشغول فعالیت بوده است.